# Iliria Fushë-Kruja
KF Iliria Fushë-Kruja – albański klub piłkarski, mający siedzibę w mieście Fushë-Kruja, na zachodzie kraju. Obecnie występuje w Kategoria e Parë. 

## Historia
Chronologia nazw:
- 1991: KS Iliria Fushë-Kruja
- 2018: KF Iliria Fushë-Kruja

Klub sportowy Iliria został założony w miejscowości Fushë-Kruja w 1991 roku. W sezonie 1992/93 zespół został zakwalifikowany do Kategoria e Dytë. W następnym sezonie 1993/94 zwyciężył w grupie B drugiej ligi i awansował do Kategoria e Parë. W debiutowym sezonie 1994/95 na najwyższym poziomie zajął ostatnie 16.miejsce i został zdegradowany do drugiej ligi. Po zakończeniu sezonu 1998/99 spadł do Kategoria e Dytë. W sezonie 2002/03 na rok powrócił do Kategoria e Parë, ale potem znów grał w trzeciej lidze. Dopiero w sezonie 2010/11 po zajęciu drugiej pozycji w grupie B wrócił na dłużej do drugiej ligi. Jedynie sezon 2013/14 rozegrał w Kategoria e Dytë. W 2018 został przemianowany na KF Iliria Fushë-Kruja.

## Barwy klubowe, strój
| Fioletowy | Biały |

Klub ma barwy fioletowo-białe. Zawodnicy domowe spotkania zazwyczaj grają w niebieskich koszulkach, niebieskich spodenkach oraz niebieskich getrach.

## Sukcesy

### Trofea międzynarodowe
Nie uczestniczył w rozgrywkach europejskich (stan na 31-05-2019).

### Trofea krajowe
| \| \| Zdobyte trofea w rozgrywkach Albanii (stan na: 31-05-2019) \| |                                                            |      |                  |
| Rozgrywki                                                           | Osiągnięcie                                                | Razy | Sezon(y)         |
| Mistrzostwo                                                         | I miejsce                                                  | 0    |                  |
| Mistrzostwo                                                         | II miejsce                                                 | 0    |                  |
| Mistrzostwo                                                         | III miejsce                                                | 0    |                  |
| Mistrzostwo                                                         | 16.miejsce                                                 | 1    | 1994/95          |
| Puchar                                                              | zdobywca                                                   | 0    |                  |
| Puchar                                                              | finalista                                                  | 0    |                  |
| Puchar                                                              | 1/8 finału                                                 | 2    | 1994/95, 2015/16 |
| II liga                                                             | I miejsce                                                  | 1    | 1993/94 (B)      |
| II liga                                                             | II miejsce                                                 | 0    |                  |
| II liga                                                             | III miejsce                                                | 0    |                  |
| Albania                                                             | Zdobyte trofea w rozgrywkach Albanii (stan na: 31-05-2019) |      |                  |

- Kategoria e Dytë (D3):
  - mistrz (1x): 2013/14

## Poszczególne sezony

### Rozgrywki międzynarodowe

#### Europejskie puchary
Nie uczestniczył w rozgrywkach europejskich.

### Rozgrywki krajowe
| \| Albania \| Bilans występów klubu w rozgrywkach piłkarskich Albanii (Stan na 31 maja 2019 r.) \| \| |                                                                                   |        |       |   |   |   |    |    |     |                                                   |        |        |      |
| Poziom                                                                                                | Rozgrywki                                                                         | Sezony | Mecze | Z | R | P | B+ | B– | Pkt | Lata                                              | Awanse | Spadki | Naj. |
| I | Kategoria e Parë/Kategoria Superiore                                              | 1      |       |   |   |   |    |    |     | 1994/95                                           | 0      | 1      | 16   |
| II | Kategoria e Dytë/Kategoria e Parë                                                 | 14     |       |   |   |   |    |    |     | 1992–1994, 1995–1999, 2002/03, 2011–2013, od 2014 | 1      | 3      | 1    |
| III                                                                                                   | Kategoria e Tretë/Kategoria e Dytë                                                | 12     |       |   |   |   |    |    |     | 1999–2002, 2003–2011, 2013/14                     | 4      | 0      | 1    |
| | Puchar Albanii                                                                    | ?      |       |   |   |   |    |    |     | od 1994                                           | 0      | 0      | 1/8  |
| Albania                                                                                               | Bilans występów klubu w rozgrywkach piłkarskich Albanii (Stan na 31 maja 2019 r.) |        |       |   |   |   |    |    |     |                                                   |        |        |      |

## Struktura klubu

### Stadion
Klub piłkarski rozgrywa swoje mecze domowe na stadionie Redi Maloku w Fushë-Kruja, który może pomieścić 3000 widzów.

### Inne sekcje
Klub prowadzi drużyny dla dzieci i młodzieży w każdym wieku.

## Kibice i rywalizacja z innymi klubami

### Rywalizacja
Największymi rywalami klubu są inne zespoły z okolic.

### Derby
- Erzeni Shijak
- KS Kastrioti
- KF Vora